# Hagonoy, Davao del Sur

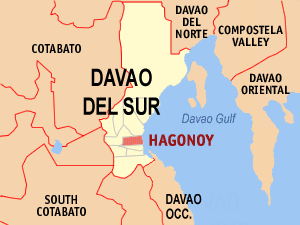
Bản đồ của Davao del Sur với vị trí của Hagonoy

Hagonoy (tiếng Cebuano: Lungsod sa Hagonoy; tiếng Tagalog: Bayan ng Hagonoy) là một đô thị hạng 3 ở tỉnh Davao del Sur, Philippines. Theo điều tra dân số năm 2020, đô thị này có dân số  56,919 người.

### Barangay
Hagonoy được chia nhỏ thành 21 bang (barangay) và nhóm thành ba (3) quận chính; các barangay phía tây hoặc vùng cao, các barangay trung tâm hoặc sản xuất lúa gạo và các barangay phía đông hoặc ven biển. Chủ yếu là một cộng đồng nông nghiệp, các barangay vùng cao trồng ngô, mía, đậu nành, bông và dừa. Các barangay trung tâm được coi là vựa lúa của thành phố và của tỉnh, nằm trong vùng phủ sóng dịch vụ của Hệ thống thủy lợi sông Padada. Các barangay phía đông chủ yếu được trồng thành các loại cây trồng như dừa, ca cao, chuối và gần đây là xoài cũng như ao cá. Về diện tích đất, barangay lớn nhất là Hagonoy Crossing với 1.589 ha trong khi barangay nhỏ nhất là Clib với chỉ 151 ha.
- Aplaya
- Balutakay
- Clib
- Guihing
- Hagonoy Crossing
- Kibuaya
- La Union
- Lanuro
- Lapulabao
- Leling
- Mahayahay
- Malabang Damsite
- Maliit Digos
- New Quezon
- Paligue
- Poblacion
- Sacub
- San Guillermo
- San Isidro
- Sinayawan
- Tologan

## Những người dân đáng chú ý
- Jesus Dureza – Cố vấn Tổng thống về Tiến trình Hòa bình, 2016-2018
- Franco Magno Calida - Cựu Giám đốc Cảnh sát Quốc gia Philippines và Cựu Chỉ huy Quận Metro, Cơ quan Cảnh sát Philippines
- Conrado E. Laza - Thứ trưởng DENR (USEC) phụ trách các vấn đề về người bản địa và các dự án ưu tiên môi trường Mindanao và cựu Chuẩn tướng cảnh sát đã nghỉ hưu